# Scott Ambrose
Pour les articles homonymes, voir Ambrose.
Scott Ambrose (né le 23 janvier 1995 à Wellington) est un coureur cycliste néo-zélandais.

## Biographie
Il découvre son diabète de type 1 durant l'automne 2013, après des résultats sportifs en baisse au cours de l'année. Lors d'une consultation, son médecin lui apprend qu'il pèse dix kilos de moins que son poids habituel et qu'il est atteint de tous les symptômes de la maladie. Après la vérification de sa glycémie, Scott Ambrose est transporté à l'hôpital.
Il devient professionnel en 2015 au sein de l'équipe continentale professionnelle Novo Nordisk, réservée exclusivement aux coureurs diabétiques. Il remporte au mois de février la deuxième étape du Tour des Philippines en solitaire.

## Palmarès
- 2012
  - 2e du Bruce Kent Memorial
  - 3e de la Mauku Mountain Classic
  - 3e du Tour de Tanaraki
  - 7e du championnat d'Océanie du contre-la-montre juniors
- 2013
  - Prix des Vins Henri Valloton juniors
  - 2e du Hub Tour
- 2014
  - 4e étape du Tour de Tanaraki
  - Two Up Time Trial Aka Aka
  - 3e du Cycle Challenge Taranaki
- 2015
  - 2e étape du Tour des Philippines

## Classements mondiaux
| Année         | 2015 |
| ------------- | ---- |
| UCI Asia Tour | 264e |